# Армения на зимних Олимпийских играх 2006

## Горнолыжный спорт
| Спортсмен        | Дисциплина      | Время     | Время     | Время     | Время   | Место |
| Спортсмен        | Дисциплина      | Попытка 1 | Попытка 2 | Попытка 3 | Сумма   | Место |
| ---------------- | --------------- | --------- | --------- | --------- | ------- | ----- |
| Абрахам Саркахян | мужчины, слалом | 1:10.69   | 1:05.52   | —         | 2:16.21 | 45    |

## Лыжные гонки

### Мужчины
| Спортсмен        | Дисциплина                 | Время        | Место        |
| ---------------- | -------------------------- | ------------ | ------------ |
| Ованнес Саркисян | 15 км (классический стиль) | 50:45.7      | 88           |
| Ованнес Саркисян | 50 км (свободный стиль)    | Не стартовал | Не стартовал |
| Эдмонд Хачатрян  | 15 км (классический стиль) | 47:37.8      | 82           |
| Эдмонд Хачатрян  | 50 км (свободный стиль)    | Не стартовал | Не стартовал |

### Спринт
| Спортсмен                        | Дисциплина               | Квалификация | Квалификация | Четвертьфинал | Четвертьфинал | Полуфинал       | Полуфинал       | Финал           | Финал           |
| Спортсмен                        | Дисциплина               | Время        | Место        | Время         | Место         | Время           | Место           | Время           | Итоговое место  |
| -------------------------------- | ------------------------ | ------------ | ------------ | ------------- | ------------- | --------------- | --------------- | --------------- | --------------- |
| Ованнес Саркисян                 | мужской спринт           | 2:47.68      | 79           | Не прошёл     | Не прошёл     | Не прошёл       | Не прошёл       | Не прошёл       | 79              |
| Эдмонд Хачатрян                  | мужской спринт           | 2:49.98      | 80           | Не прошёл     | Не прошёл     | Не прошёл       | Не прошёл       | Не прошёл       | 80              |
| Ованнес Саркисян Эдмонд Хачатрян | мужской командный спринт | —            | —            | —             | —             | Не финишировали | Не финишировали | Не финишировали | Не финишировали |

## Фигурное катание
| Спортсмен                          | Дисциплина | ОбТ   | ОбТ   | ОрТ   | ОрТ   | ПТ    | ПТ    | Всего  | Всего          |
| Спортсмен                          | Дисциплина | Баллы | Место | Баллы | Место | Баллы | Место | Баллы  | Итоговое место |
| ---------------------------------- | ---------- | ----- | ----- | ----- | ----- | ----- | ----- | ------ | -------------- |
| Анастасия Гребёнкина Вазген Азроян | танцы      | 24.28 | 22    | 43.83 | 20    | 69.88 | 21    | 137.99 | 20             |

Примечание: ОбТ — обязательный танец, ОрТ — оригинальный танец, ПТ — произвольный танец